# Рощин, Михаил Михайлович
Михаи́л Миха́йлович Ро́щин (настоящая фамилия — Гибельма́н; 10 февраля 1933, Казань — 1 октября 2010, Москва) — советский и российский прозаик, драматург и сценарист.

## Биография
Родился 10 февраля 1933 года в Казани в семье кадрового военного Михаила Наумовича Гибельмана (1908—?), уроженца Житомира, и Клавдии Тарасовны Ефимовой-Тюркиной (1911—?). Отец во время Великой Отечественной войны был заместителем директора по местной противовоздушной обороне и охране завода № 201 — Севастопольский морской завод. За руководство и организацию противовоздушной обороны завода и организацию эвакуации завода в Туапсе был награждён орденом Красной звезды, позже орденом «Знак Почёта», боевыми медалями («За оборону Кавказа», «За оборону Севастополя»). Детство Михаила прошло в Севастополе. После демобилизации отца в 1948 году семья переехала в Москву.
Учился в Педагогическом институте, на вечернем факультете. В 1958 году заочно закончил Литературный институт. Печатался с 1952 года, в газете «Московский комсомолец». С 1957 года работал в журнале «Знамя». Работал литературным сотрудником в газете приволжского города Камышина (Волгоградская область). Работал в журнале «Новый мир». Член Союза писателей СССР с 1966 года, вошёл в Союз писателей Москвы в 1991 году, после раскола СП СССР.
Пьесы писал с 1963 года, но его первая пьеса, «Седьмой подвиг Геракла», была поставлена только в 1988 году. Первые пьесы начальству казались слишком смелыми. Только третья пьеса, «Радуга зимой», была поставлена на сцене.
1970-е и 1980-е были годами расцвета и всесоюзной популярности Рощина-драматурга. Он работал на грани дозволенного цензурой, но никогда эту грань не переходил. Мягко, но последовательно критиковал нравы современников, однако иронию свою замешивал прежде всего на лирике. В героях его пьес зрители узнавали самих себя, но автор никогда не судил их слишком строго.
Стал знаменитым благодаря пьесе «Валентин и Валентина», поставленной сразу в двух театрах Москвы. Его перу принадлежат много пьес, шесть сценариев к фильмам, а также проза.
Автор более десятка сборников рассказов и повестей. Публиковал дневниково-мемуарную прозу в журнале «Октябрь» (1995, 1997), там же — роман об И. А. Бунине «Князь» (2000), выпущенный позднее издательством «Молодая гвардия» в серии «Жизнь замечательных людей».
С распадом СССР закончился и период активной самостоятельной творческой деятельности Михаила Рощина.
В 1993—1998 годах совместно с Алексеем Казанцевым Рощин издавал журнал «Драматург». С 1998 года вместе с ним же был художественным руководителем основанного ими Центра драматургии и режиссуры. Вёл семинар молодых драматургов в подмосковной Любимовке.
Последние годы жил в Переделкино. Скончался на 78-м году жизни 1 октября 2010 года в Москве от сердечного приступа. Похоронен на Троекуровском кладбище в Москве.

### Семья
Был женат на театроведе Татьяне Бутровой, журналистке Наталье Лаврентьевой, актрисах Лидии Савченко, Екатерине Васильевой. Последняя жена — Ирина.
Дочери — Татьяна (род. 1956), Наталья (род. 1966), сын Дмитрий (род. 1973), окончил ВГИК, священник (жена — Любовь, дочь скульптора Вячеслава Клыкова), Алексей (род. 1985).

## Творчество

#### Пьесы
- 1963 — «Седьмой подвиг Геракла» — о якобы процветающей стране, которая оказывалась на самом деле царством лицемерия и нечистот, где всех подчинила себе богиня лжи. Опубликована в 1987 году.
- 1965 — «Дружина» — история про маленький городок, в котором власть захватили дружинники, после чего они стали диктовать свои нормы поведения и морали. Опубликована в 1987 году.
- 1966 — «Старый Новый год».
  - Экранизация — «Старый Новый год» (1980).
- 1966 — «Радуга зимой (Девочка, где ты живёшь?)»
- 1970 — «Остров сокровищ»
- 1972 — «Валентин и Валентина».
  - Экранизация — «Валентин и Валентина».
- 1973 — «Эшелон» — о войне.
- 1975 — «Муж и жена снимут комнату…»
- 1975 — «Ремонт»
- 1977—1979 — «Галоши счастья»
- 1979 — «Спешите делать добро»
  - 1982 — Экранизация — «Спешите делать добро».
- 1983 — «Анна Каренина»
- 1984 — «Близнец»
- 1986 — «Вся надежда (Роковая ошибка)»
- 1986 — «Перламутровая Зинаида»
- 1987 — «Аристофан, или Постановка комедии „Лисистрата“ в городе Афины»
- 1987 — «Мастер и Маргарита»
- 1988 — «Шура и Просвирняк»
  - Экранизация — «Шура и Просвирняк».
- 1990 — «После дуэли»
- 2000 — «Серебряный век»

#### Проза
- 1956 — Книга рассказов «В маленьком городе».
- 1961 — Повести и рассказы «Что ты делаешь вечером».
- 1968 — Повести и рассказы «С утра до ночи».
- 1971 — Повести и рассказы «24 дня в раю».
- 1977 — Повесть «Чёрный ход. Воспоминание».
  - экранизация — «С чёрного хода» (2009).
- 1978 — Повести и рассказы «Река».
- 1981 — Книга рассказов «Рассказы с дороги».
- 1987 — Повести. Рассказы. Статьи. «Полоса» — М.: Современник.
- 1987 — Рассказы «Чёртово колесо в Кобулети» — М.: Правда, 1987.
- 1988 — Повести и рассказы «На сером в яблоках коне».
- 1988 — Повести «Роковая ошибка».
  - Экранизация «Роковая ошибка».
- 2000 — роман «Иван Бунин» (серия «ЖЗЛ»)
- 2004 — Повести и рассказы «Моя самая платоническая любовь».

#### Постановки
- Пьеса «Радуга зимой» — поставлена в 1968 году в ленинградском ТЮЗе Зиновием Корогодским[11].
- Пьеса «Валентин и Валентина» написана в 1971 году. В первые годы она была поставлена на сцене сразу трёх театров: Московского театра «Современник» (1971, режиссёр В. В. Фокин), Большого драматического театра (1976, режиссёр Георгий Товстоногов[12]) и МХАТ (режиссёр Олег Ефремов)[13]. Впоследствии пьесу ставили во многих театрах: Русский драматический театр Литвы (1970-е, режиссёр Роман Виктюк), театр «СамАрт» (2006, режиссёр Юрий Долгих[14]), Киевском театре русской драмы им. Леси Украинки, Кишинёвском русском театре им. Чехова, Новокузнецком театре драмы (2004), Екатеринбургском ТЮЗе (режиссёр Вячеслав Кокорин).
- Пьеса «Старый Новый год» была поставлена на сценах Московского театра «Современник» и ефремовского МХАТа.
- Пьеса «Эшелон» была поставлена на сценах Московского театра «Современник» (1975, режиссёр Г. Б. Волчек), МХАТа (1975, режиссёр А. В. Эфрос). В 1978 году в Хьюстоне сыграна с американскими актёрами. В 2010 году была поставлена на сцене Санкт-Петербургского театра Дождей (режиссёр — Н. В. Никитина).
- Пьеса «Перламутровая Зинаида» была поставлена на сцене МХАТ Олегом Ефремовым.
- Пьеса «Спешите делать добро» была поставлена на сцене Московского театра «Современник» в 1980 году, режиссёр Г. Б. Волчек.

#### Сценарии к фильмам
- 1973 — Я тебя люблю
- 1980 — Старый Новый год
- 1985 — Валентин и Валентина
- 1987 — Шура и Просвирняк
- 1988 — Новые приключения янки при дворе короля Артура
- 1988 — Роковая ошибка

Также снялся в фильме «Соломенная шляпка» (1974), сыграв фонарщика.

## Награды
- Премия К. Станиславского[источник не указан 2804 дня].
- Премия г. Москвы[источник не указан 2804 дня].
- Премия имени А. Д. Сахарова[источник не указан 2804 дня].